# Moitessieria rolandiana
Moitessieria rolandiana е вид коремоного от семейство Moitessieriidae.

## Разпространение
Видът е разпространен във Франция.